# هوندا سوبر كوب

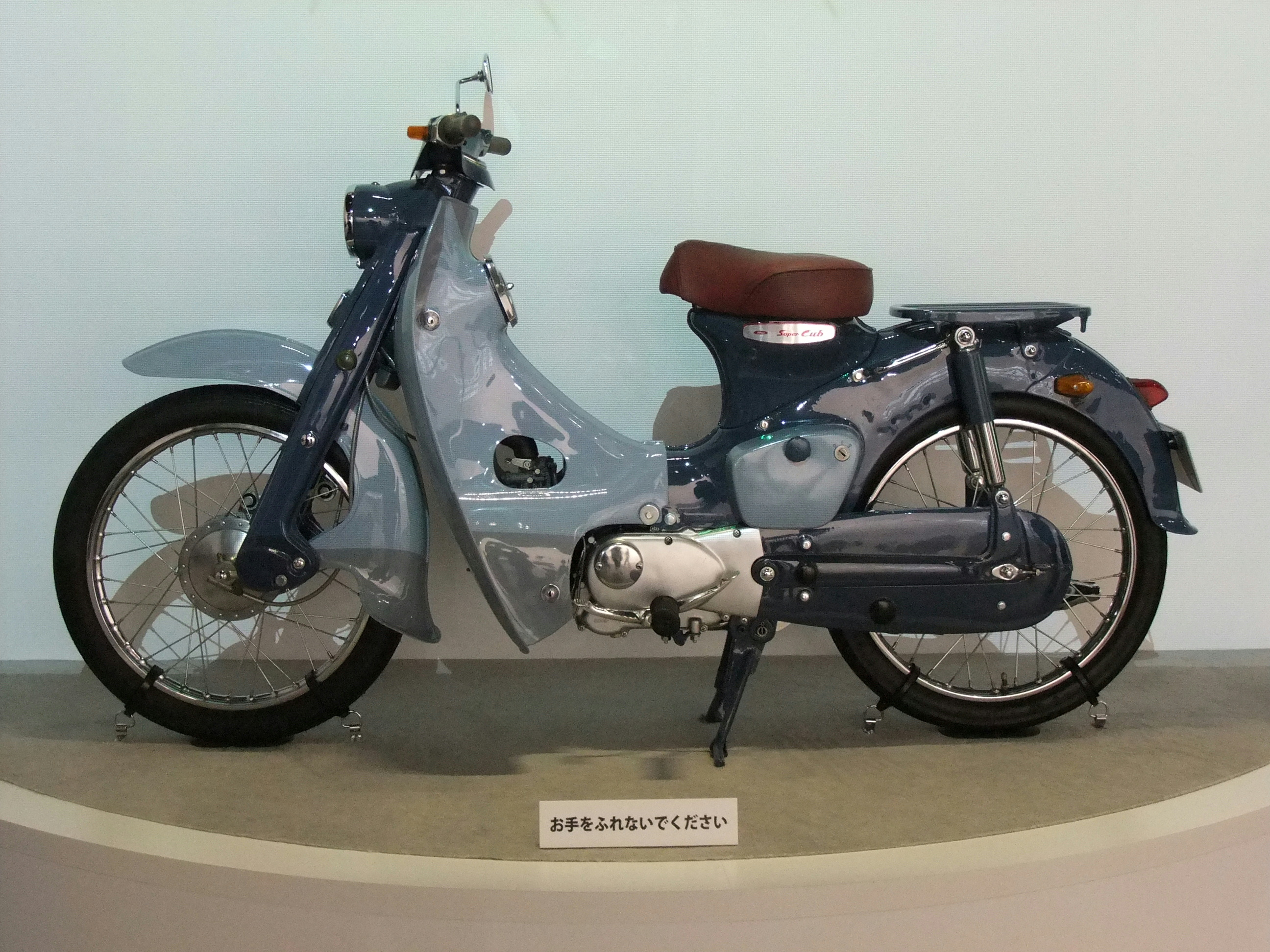
هوندا سوبر كوب

هوندا سوبر كوب: دراجة نارية من هوندا لها محرك ذو أسطوانة واحدة محرك رباعي الأشواط بسعة محرك تتراوح 49-109 سم مكعب.
بدأ التصنيع منذ عام 1958 وفاق الإنتاج ال60 مليون في 2008، و 87 مليون في عام 2014، وسوبر كوب هي الأكثر إنتاجا في التاريخ./> المتغيرات تشمل C100، C50، C70، C90، C70 C100EX.
الحملة الإعلانية في الولايات المتحدة لسوبر كوب كان لها تأثير دبير على صورة هوندا وعلى المواقف الأمريكية من الدراجات النارية، وغالبا ما تستخدم كدراسة لحالة التسويق والمبيعات.